# Roue (monnaie locale)
La Roue est une Monnaie Locale Complémentaire et Citoyenne créée en 2011 et circulant en Provence - Alpes du Sud. Elle existe sous forme de billets et, depuis 2023, en sous forme numérique. 
Monnaie légale depuis la Loi de 2014 sur l'Economie Sociale et Solidaire, elle est administrée par des associations de bénévoles réparties sur ses différents territoires de circulation. Les euros confiés par les personnes adhérentes sont déposés dans un Fonds de Garantie déposé dans une banque éthique qui peut les utiliser pour financer des entreprises adhérentes.

## Introduction
La Roue circule sur 4 départements de la Région PACA : Vaucluse, Alpes-de-Haute-Provence, Hautes-Alpes et Bouches-du-Rhône (où la circulation se fait sur 4 territoires Marseille, Pays salonais, Pays d'Aix, Pays d'Arles). Chaque territoire est piloté par une association indépendante, les 7 associations étant elles-mêmes regroupées au sein d'une autre association fédérale, Sève La Roue.
La Roue fonctionne comme toutes les autres Monnaies Locales de France : une unité de monnaie locale, une fois dépensée chez un prestataire qui l'accepte, est utilisée par celui-ci auprès de ses propres fournisseurs. Cela renforce les liens entre acteurs économiques locaux et tend à développer des filières sur le territoire. En outre, tant que cette monnaie circule entre acteurs, l’euro qui a été échangé auprès de l’association gestionnaire par l’adhérent (pour se procurer la monnaie locale) est, lui, disponible pour être investi, par l’intermédiaire de la NEF, auprès de ces mêmes acteurs. C’est le « doublement de la monnaie », une roue qui circule sur le territoire pendant que l’euro confié vient financer l’économie locale.

## Histoire
La Roue est une Monnaie Locale Complémentaire et Citoyenne créée en 2011 en Vaucluse par l'association Système d'Échanges pour Vitaliser l'Économie (SEVE). 
Inaugurée en novembre 2011 lors de la semaine des solidarités à Avignon, elle est utilisée depuis janvier 2012 dans plusieurs communes du département : d'abord Carpentras, L'Isle-sur-la-Sorgue et Le Thor, puis progressivement à Sarrians, Aubignan, Entraigues-sur-la-Sorgue, Apt, Cavaillon. On la trouve également sur plusieurs marchés, de Jonquières à Pertuis en passant par Montfavet, Saint Didier, Ménerbes, Lacoste, Lourmarin...
En 2013, elle s'est étendue à Avignon et à Orange (à l'Ouest du département), ainsi qu'à Pertuis (à l'Est), couvrant ainsi pratiquement tout le Vaucluse, et a commencé à s'implanter dans le Nord des Bouches-du-Rhône, département limitrophe.
Fin 2013, un groupe d'Indigné-e-s à Marseille, désireux de mettre en place une Monnaie Locale Complémentaire, contacte les fondateurs de la Roue. Une nouvelle association se crée : SEVE13 (Système d'Échanges pour Vitaliser l'Économie dans les Bouches-du-Rhône), devenue depuis La Roue Marseillaise,.
En mars 2015, La Roue s’étend sur le Pays Salonais et une nouvelle association est créée MOPSA (MOnnaie en Pays SAlonais), issue de l'association Salon en Transition.
En janvier 2016, l’association fédératrice SEVE la Roue (SLR) est créée pour la mutualisation des bonnes pratiques et la gestion du fonds de garantie (commun).
En mars 2016, la Roue est mise en circulation dans les Alpes-de-Haute-Provence et l'association SEVE04 est créée.
En mars 2017, le collectif climat du pays d'Aix-en-Provence qui portait alors le projet de monnaie locale en pays d'Aix-en-Provence décide de rejoindre le réseau de la Roue et l'association MLPA (La Roue du Pays d'Aix) est créée.
En juin 2017, La Roue est introduite dans les Hautes-Alpes via la création de l'association MLCC05.
En décembre 2017, La Roue arrive en Pays d’Arles et l'association Monnaie d’A est créée .

## Objectifs
L'objectif de la Roue est d'encourager la population à acheter auprès de prestataires locaux (artisans, commerçants, producteurs, professions libérales) et de renforcer les échanges entre acteurs économiques du territoire : habitants, commerces, entreprises, paysans, professions libérales, services publics locaux, etc. Cela renforce potentiellement[pas clair] l'économie locale et réduit l'impact écologique engendré par les longues chaînes d'approvisionnement.
Les 9 raisons pour lesquelles la Roue existe :
- Pour dynamiser l’économie locale : En changeant des euros en Roues puis en utilisant ces Roues auprès des professionnels du réseau Roue, chaque utilisateur de la Roue initie au quotidien un mouvement efficace de relocalisation de l’économie.
- Pour défendre le commerce de proximité : Pour rejoindre le réseau Roue, chaque entreprise doit être agréée par les différentes associations porteuses de la Roue, composées d’adhérents particuliers et professionnels. Les nouveaux adhérents doivent signer la Charte de la Roue.
- Pour la transition écologique : En donnant la préférence aux productions locales éco-responsables et en favorisant les circuits courts pour l'acheminement et la distribution de celles-ci, la monnaie locale œuvre pour une meilleure préservation de notre écosystème.
- Pour réduire la spéculation financière : 97 % des transactions monétaires dans le monde concernent l’échange spéculatif de titres, et non l’économie réelle[13]. Convertir des euros en Roue permet de court-circuiter ce mécanisme, puisque cette monnaie circule seulement dans l’économie réelle et locale.
- Pour identifier rapidement les professionnels éthiques et engagés : Les professionnels du réseau Roue sont répertoriés dans un annuaire et une cartographie internet. Ce travail permet de rendre visible les commerces, associations et indépendants engagés dans une démarche de transition.
- Pour rejoindre un réseau solidaire : Une mise en réseau au sein de la Roue permet une collaboration, une entraide. Certains commerces engagés dans une démarche responsable ont malheureusement échoué économiquement.
- Pour favoriser le développement de projets éthiques et engagés : Pour chaque Roue en circulation sur le territoire il y a un euro bloqué sur un compte bancaire. Nous appelons ceci le fonds de garantie qui permet de rembourser toutes les Roues en circulation si nécessaire. Ce fonds de garantie est placé à la Nef, banque éthique non spéculative.
- Pour son rôle d’éducation populaire : Entre la reconnaissance mutuelle des utilisateurs et la curiosité des non utilisateurs, la Roue permet de créer du lien humain, de la discussion et de la communication autour des coupons-billets.
- Pour se réapproprier du pouvoir d’achat et construire la société de demain : La monnaie, au cœur de notre système sociétal, touche de très nombreux acteurs : entreprises, associations, citoyens, collectivités territoriales. Modifier les règles de fonctionnement de cette monnaie permet d’avoir un impact immédiat sur notre environnement, changer ses euros en Roues est un acte citoyen fort.

## Fonctionnement
La Roue a été lancée sous forme de  billets permettant à l'utilisateur d'échanger avec des valeurs allant du billet d'une Roue au billet de cinquante Roues. Il existe également un billet de 13 roues, en clin d'oeil au département des Bouches-du-Rhône. L'apparence des billets varie en fonction de la valeur. 1 Roue = 1 €
Plusieurs systèmes de sécurité protègent les billets contre la contre-façon, à l'instar des systèmes existant pour l'euro.
Depuis 2023, elle fonctionne également sous une forme numérique.